# حوری‌های دریایی
حوری‌های دریایی (انگلیسی: The Sea Nymphs) فیلمی کوتاه به کارگردانی راسکو آرباکل محصول سال ۱۹۱۴ کشور ایالات متحده آمریکا است.

## بازیگران
- مینتا دارفی
- چارلز آوری
- فورد استرلینگ
- راسکو آرباکل
- آلیس دونپورت
- میبل نورماند
- ال سنت جان
- مک سوین